# Хронология вторжения России на Украину (ноябрь 2023)
Эта статья является частью хронологии широкомасштабного вторжения РФ на Украину и описывает события, произошедшие в ноябре 2023 года.

## Ноябрь

### 1 ноября
Один человек погиб в результате удара российского беспилотника в Никополе. Ещё один погиб от обстрела в Херсоне.
Главнокомандующий ВСУ Валерий Залужный сообщил в своей статье для The Economist, что военный конфликт между Россией и Украиной переходит на новый этап — позиционной войны со статичными боями на истощение. По мнению Залужного, это выгодно для РФ, которая сможет восстановить свою военную мощь, и несёт большие риски для Украины. Пресс-секретарь Кремля Дмитрий Песков, комментируя мнение главы ВСУ, заявил, что конфликт не зашёл в тупик, а все цели России будут достигнуты.

### 2 ноября
По сообщению министра внутренних дел Украины Игоря Клименко, ВС РФ за сутки обстреляли 118 населённых пунктов в 10 областях Украины. По заявлениям украинской стороны, в 2023 году этот обстрел стал самым массированным. Также удар был нанесён по Кременчугскому нефтеперерабатывающему заводу, вследствие чего возник пожар, который более 100 пожарных тушили несколько часов.

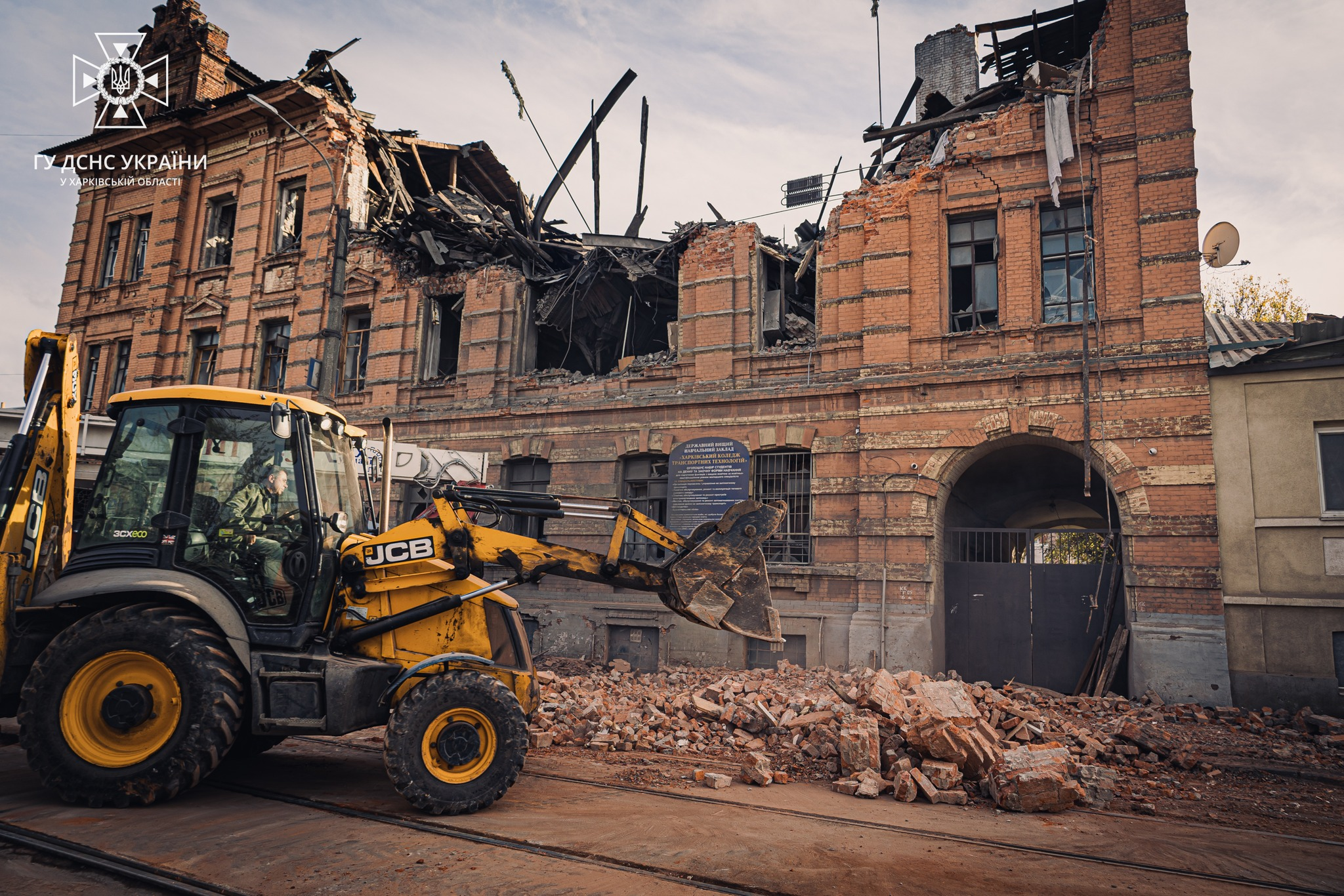
Харьковский колледж транспортных технологий после удара 3 ноября

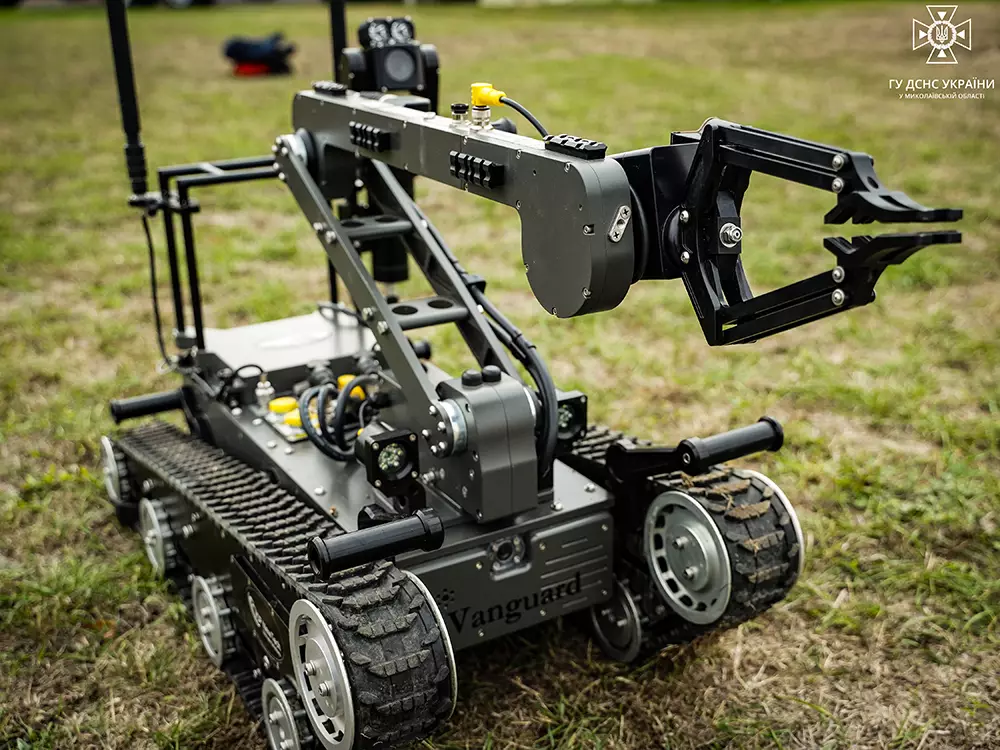
Робот для разминирования в Николаевской области

### 3 ноября
По сообщениям ряда СМИ, рано утром Россия нанесла крупнейший за последние несколько недель удар БПЛА по критической инфраструктуре в Харькове, Одессе, Херсону и Львовской области. Издание BBC заявило, что новейшие российские дроны атаковали несколькими волнами, а воздушная тревога продолжалась несколько часов. Воздушные силы Украины сообщили, что сбили 24 БПЛА из 40 и одну ракету Х-59.
По данным украинских СМИ, позже подтверждённым Стратегическим командованием ВСУ, утром российские войска нанесли удар ракетой от комплекса ПВО «Искандер» по военнослужащим 128-й отдельной горно-штурмовой Закарпатской бригады в Запорожской области, собравшимся во время вручения наград. «Украинская правда» сообщила о гибели более 20 военнослужащих ВСУ, российский телеграм-канал «Рыбарь» назвал цифру в примерно 50 убитых. По факту гибели министр обороны Украины Рустем Умеров поручил провести «полную проверку». Командование бригады подтвердило гибель 19 военных.

### 4 ноября
Командующий ВВС Украины Николай Олещук в Телеграм заявил об ударах по судостроительному заводу «Залив», расположенному в Керчи, и о предполагаемом потоплении малого ракетного корабля «Аскольд», находившегося на территории завода. Российская сторона заявила, что ВСУ нанесли удары по судостроительному заводу, и один корабль получил повреждения. В интернете появились предположительное видео удара и фото повреждений, согласно которому поражена центральная часть корабля, где находятся основная система вооружения и главные системы управления.

### 5 ноября

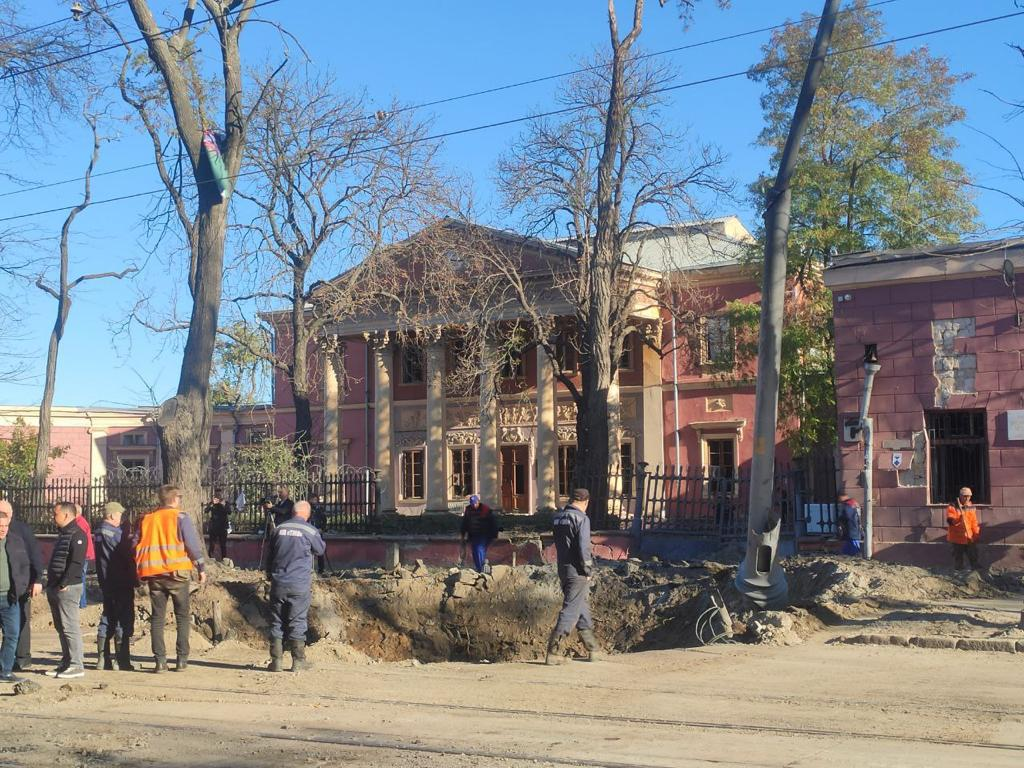
Воронка перед Одесским художественным музеем

Вечером 5 и в ночь на 6 ноября российская армия ударила ракетами и беспилотниками-камикадзе по южным областям Украины. ВСУ сообщают об уничтожении 15 из 22 беспилотников «Шахед». В Одесской области были попадания по портовой инфраструктуре. Ракеты (по предварительным данным, «Оникс» и «Искандер-М») повредили Одесский национальный художественный музей и несколько жилых домов. Ранены 8 человек. В Херсоне ракетой X-31П повреждён дом; ракета Х-59, выпущенная по Николаевской области, была сбита.

### 6 ноября
В своём доме погиб помощник главкома ВСУ Валерия Залужного майор Геннадий Частяков. По предварительным данным, он подорвался на ручной гранате, переданной ему в качестве подарка на день рождения. По данным МВД Украины, собранная информация указывает на несчастный случай, но расследование продолжается; открыто уголовное производство по статьям об умышленном убийстве и незаконном обращении с боеприпасами.

### 7 ноября
Минобороны России заявило об уничтожении и перехвате 17 украинских беспилотников над Крымом и Чёрным морем. Местные власти сообщают об одном пострадавшем в селе Орловка.

### 8 ноября
В порту Южный около Одессы в кипрское гражданское судно Kmax Ruler под флагом Либерии попала ракета — по данным ВСУ, выпущенная российским самолётом. Погиб украинский лоцман, ранены трое членов экипажа (граждане Филиппин) и работник порта. Министр инфраструктуры Украины Александр Кубраков сообщил, что это судно должно было везти в Китай железную руду, а этот обстрел стал 21-й атакой России на порты Одесской области после выхода РФ из черноморской зерновой инициативы в июле. По его данным, эти атаки повредили более 160 объектов инфраструктуры и 122 транспортных средства.
Представители ЕС согласились в 2024 году начать переговоры о приёме Украины и Молдовы.

### 11 ноября
В ночь на 11 ноября российская армия атаковала Украину беспилотниками и ракетами. По данным Воздушных сил ВСУ, был запущен 31 беспилотник «Шахед-136/131», авиационная ракета Х-31, противокорабельная ракета «Оникс» и зенитная управляемая ракета С-300. ВСУ сообщают, что 19 беспилотников удалось сбить. ПВО работала в Днепропетровской, Киевской, Кировоградской, Одесской, Полтавской, Сумской и Харьковской областях. Сообщается о разрушениях в Днепропетровской, Харьковской и Одесской областях, в последней пострадали три человека.
После атаки беспилотников были запущены ракеты по Киеву (впервые за 52 дня). На левом берегу в городе работала ПВО, было слышно взрывы. Воздушная тревога была объявлена уже после этого, что указывает на удар баллистическими ракетами. Ракеты были сбиты, но их обломками и взрывной волной, по данным местных властей, были повреждены 18 частных домов и частное предприятие в Киевской области. Пострадавших нет. Минобороны РФ заявило о поражении склада боеприпасов 43-й бригады около села Девички.
Взрыв на Тамбовском пороховом заводе (одном из самых больших в России производителей пороха для стрелкового оружия и артиллерийских боеприпасов). Разрушено одно из зданий. Источники «Коммерсанта» сообщают, что на месте взрыва найдены фрагменты беспилотника.

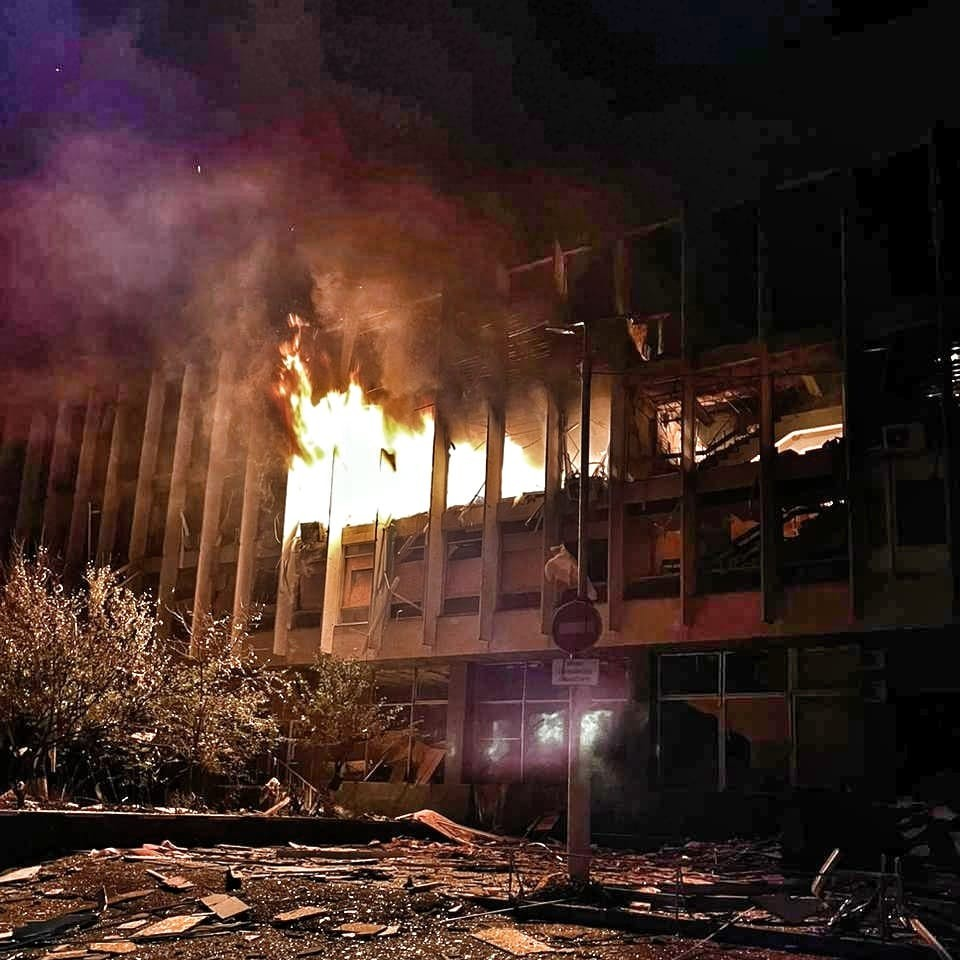
Херсонская областная универсальная научная библиотека после обстрела 12 ноября

### 12 ноября
Ночью российская армия нанесла ракетный удар по Николаевской области. По данным украинских военных, одна ракета Х-59 была сбита, а ещё одна Х-59 и Искандер-М ударили по территории области. Пострадавших, как сообщается, не было.
Очередной российский обстрел Херсона. Один местный житель погиб и один ранен, серьёзно повреждена Херсонская областная универсальная научная библиотека имени Олеся Гончара.

### 15 ноября

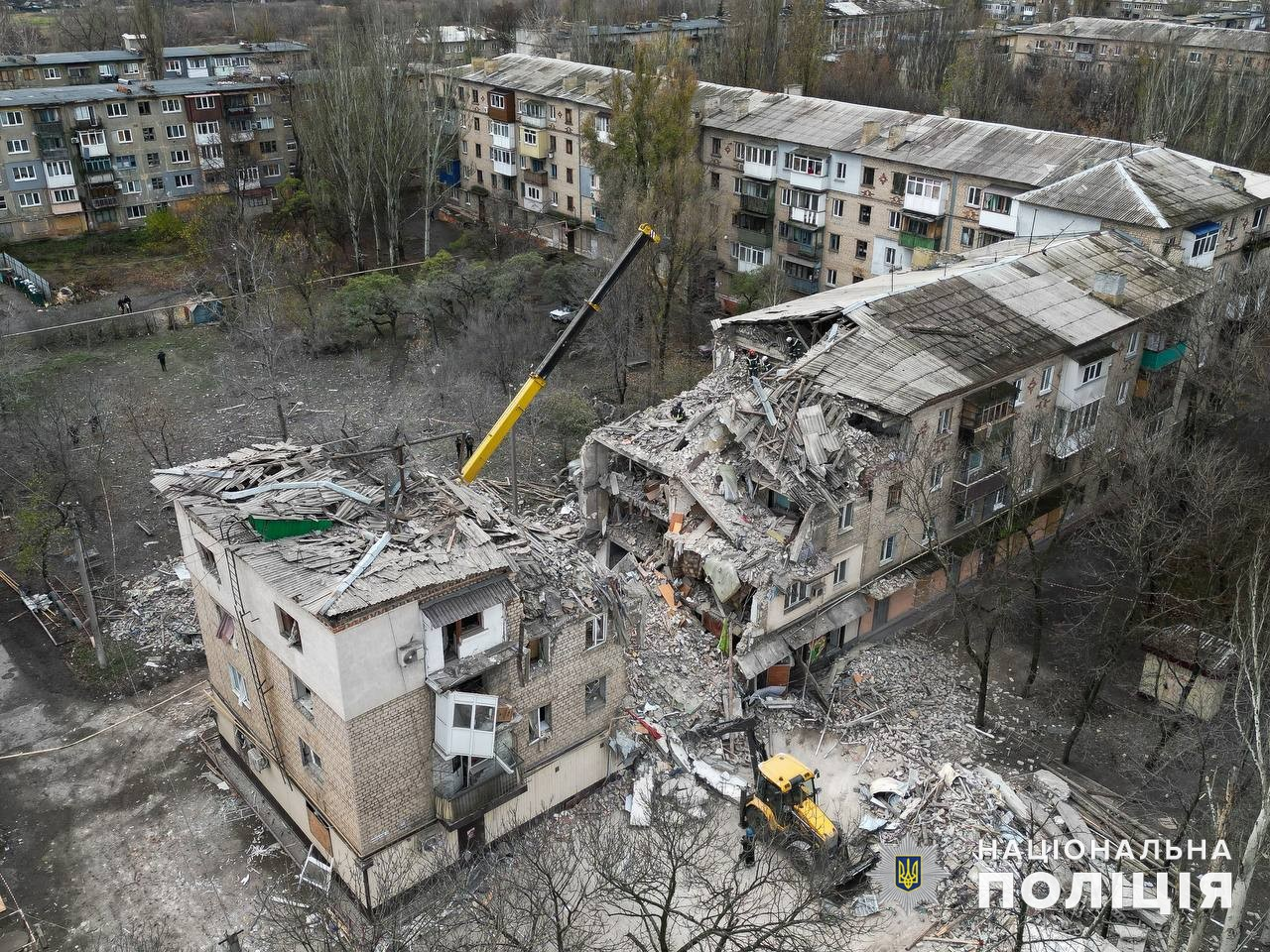
Дом в Селидово после удара

Российский ракетный удар по городу Селидово Донецкой области — по данным Генпрокуратуры Украины, четырьмя ракетами С-300. По данным местных властей, разрушен подъезд 4-этажного жилого дома и частный дом, повреждены 8 многоэтажных и 16 частных домов. Четыре человека погибли и трое ранены.
Управление Верховного комиссара ООН по правам человека сообщило, что после этого удара количество установленных случаев гибели мирных жителей в ходе российского вторжения достигло 10 тысяч. Более 560 погибших — дети. Кроме того, более 18 500 человек были ранены. Полное количество убитых и раненых гражданских, по мнению Управления, значительно выше, так как многие случаи остаются неизвестными или неподтверждёнными.
Исследовательская группа Russian Field опубликовала результаты октябрьского опроса жителей России, согласно которому, доля выступающих за мирные переговоры с Украиной (48 %) впервые с начала войны превысила долю сторонников её продолжения (39 %).

### 18 ноября
В ночь на 18 ноября российская армия совершила очередную атаку Украины ударными беспилотниками «Шахед-136/131». По данным Воздушных сил Украины, были запущены 38 беспилотников, из которых 29 удалось сбить (в том числе около 10 — на подступах к Киеву). В Одесской области повреждена нефтебаза, пострадал сотрудник. 2000 абонентов остались без электроэнергии. В запорожской области (где сбиты 4 из 8 беспилотников) возникли пожары на инфраструктурных объектах.

### 21 ноября
В ночь на 21 ноября, по данным украинских военных, российская армия запустила по Украине 10 беспилотников «Шахед» и крылатую ракету «Искандер-К». 9 беспилотников и ракета, как сообщается, были сбиты (ракета — над Днепропетровской областью, а беспилотники — над Волынской и Хмельницкой).

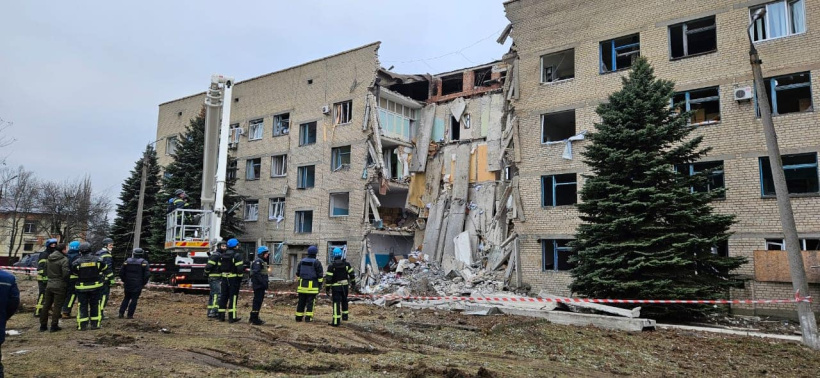
Центральная больница города Селидово после удара

Той же ночью, по данным украинской стороны, двумя российскими ракетами С-300 была повреждена центральная больница города Селидово (Донецкая область), где находились более 100 человек. Частично разрушены два здания больницы, сообщается о 3 погибших и 8 раненых. Кроме того, от удара по шахте в пригороде Селидового погиб один шахтёр.
Германия объявила об очередном пакете военной помощи Украине на 1,3 млрд евро. В пакет вошли, среди прочего, 4 системы противовоздушной обороны IRIS-T, 20 тысяч 150-миллиметровых артиллерийских снарядов и противотанковые мины.
По сообщению губернатора Одесской области Олега Кипера, ВС РФ нанесли массированный удар по портовой инфраструктуре Одессы. Люди не пострадали.

### 22 ноября
По информации Министерства обороны РФ, над Крымом силами ПВО уничтожены три украинских беспилотника.

### 25 ноября

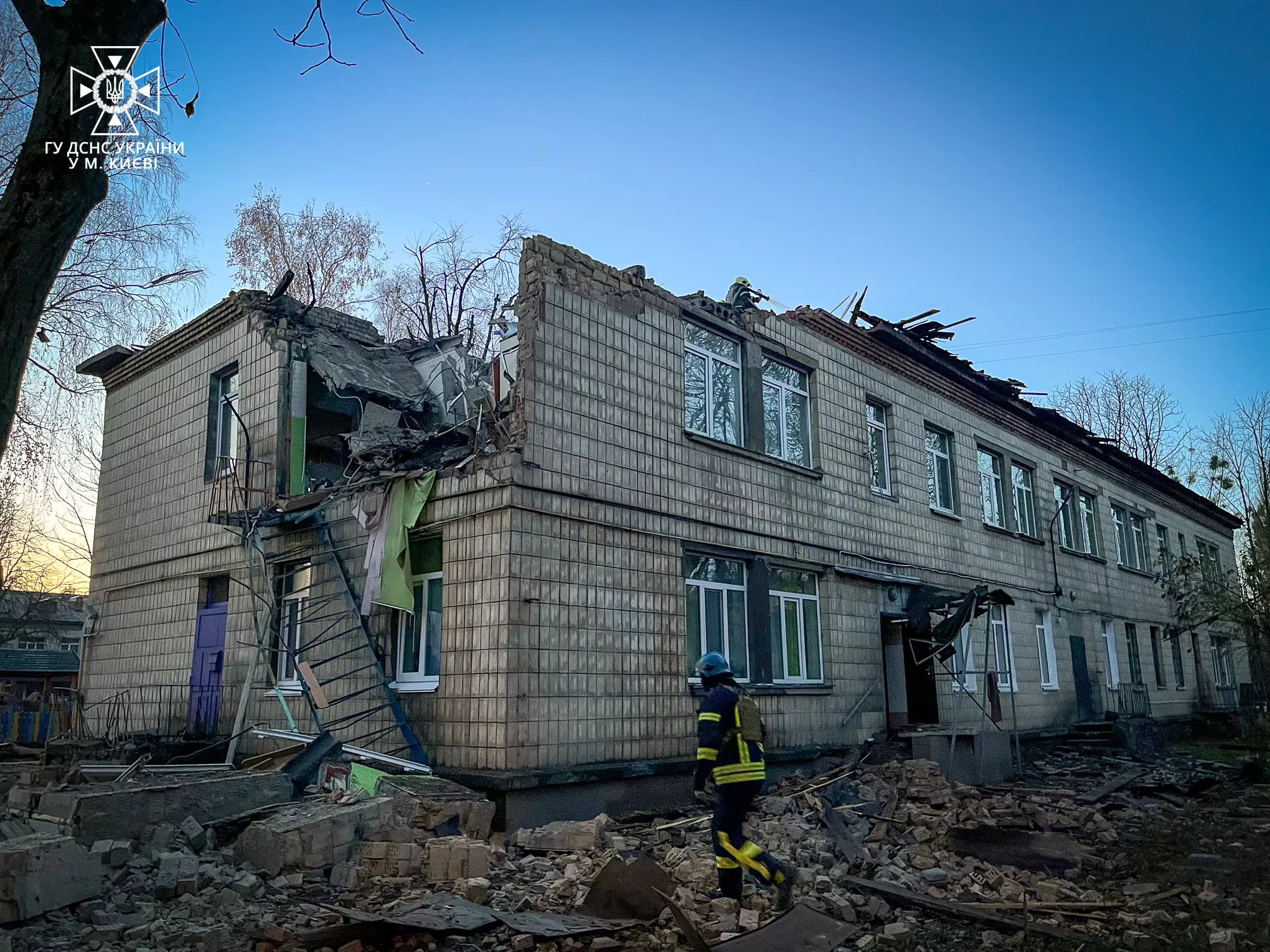
Детский сад в Киеве, повреждённый обломками сбитого беспилотника

В ночь на 25 ноября российская армия совершила крупнейший обстрел Украины за несколько месяцев. По данным Воздушных сил ВСУ, из Краснодарского края и Курской области были запущены 75 беспилотников «Шахед», из которых 74 были сбиты. Большинство беспилотников летели на Киев: в окрестностях города были сбиты 66 из них. По данным местных властей, это стало самой массированной атакой на Киев с начала войны. Налёт продолжался около 6 часов. Обломки сбитых беспилотников упали в пяти районах города, повреждены детский сад, дома и другие здания. Пострадали 5 человек, в том числе ребёнок. Была нарушена линия электропередачи, что оставило без света 77 жилых домов и 120 учреждений в центре города. Кроме того, повреждены линии электропередачи в центральном регионе Украины. Над Днепропетровской и Николаевской областями были сбиты 6 беспилотников и ракета Х-59. Владимир Зеленский отметил, что атака была совершена в день памяти жертв Голодомора.

### 29 ноября
По информации российской стороны, 29 ноября ВС РФ заняли посёлок Хромово в Донецкой области. Украинская сторона никак не прокомментировала заявления России.
Подорвался на мине, находясь в зоне боевых действий, предположительно в районе села Крынки в Херсонской области, заместитель командующего 14-го армейского корпуса России генерал-майор Владимир Завадский.
По заявлению мэра Москвы Сергея Собянина, в московском регионе был уничтожен беспилотник.

### 30 ноября

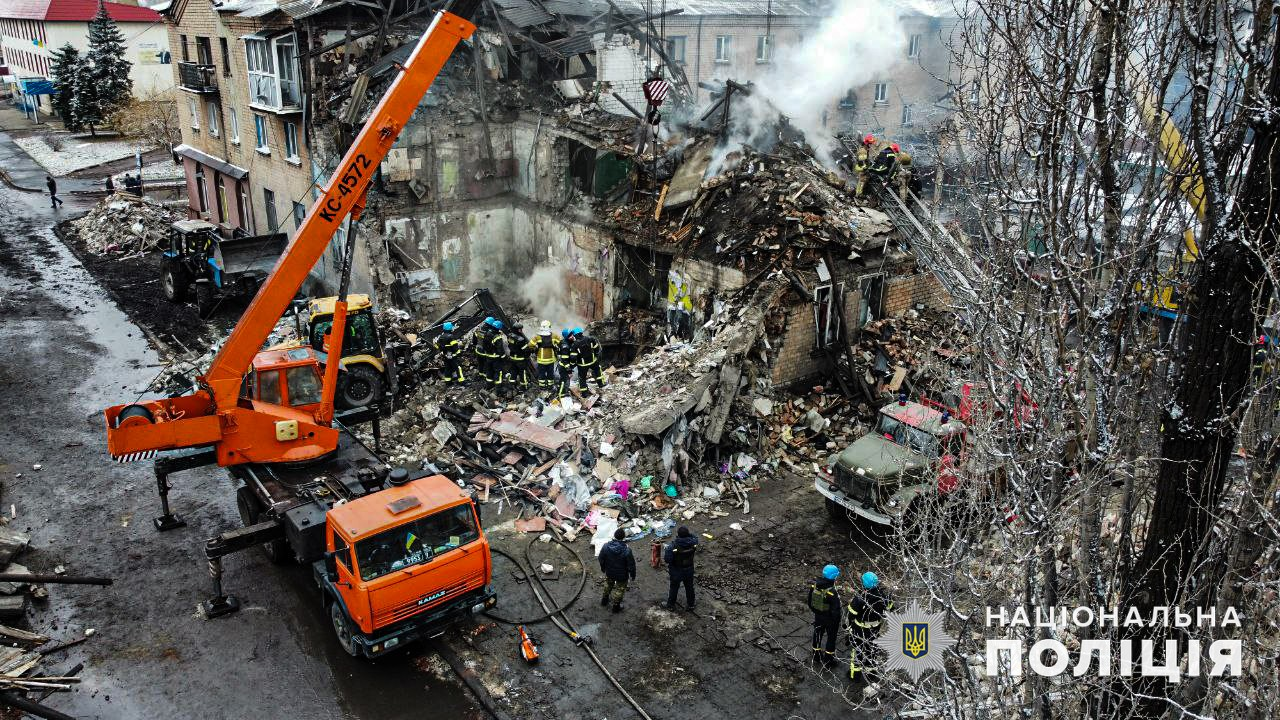
Разрушенный дом в Новогродовке

В ночь с 29 на 30 ноября российские войска совершили очередной обстрел Украины ракетами и беспилотниками. По данным Воздушных сил ВСУ, было запущено 20 беспилотников «Шахед», 14 из которых удалось сбить, и 8 ракет С-300. Ракеты, по данным украинской полиции, были запущены по Донецкой области — Покровску, Новогродовке и Мирнограду. Полиция сообщает о 10 пострадавших, среди которых 4 ребёнка. В Новогродовке ракета С-300 попала в трёхэтажный дом. Погибли 5 человек, в том числе 8-летняя девочка и её родители.